# Cristești (Iași)
Cristeşti es una comuna ubicada en el distrito de Iași, Rumania.

## Superficie
Cuenta con una superficie de 53,64 kilómetros cuadrados.

## Demografía
Hasta 2021 la población era de 3761 habitantes, con una densidad de población de 70,12 habitantes por kilómetro cuadrado.